# Japanische Sprache
Japanisch (japanisch 日本語, Nihongo, IPA /⁠nihoŋɡo⁠/, ⓘ; selten auch Nippongo) ist die Amtssprache Japans. Es ist die Muttersprache von rund 99 % der Bevölkerung Japans. Die großen japanischen Sprechergruppen in Brasilien und den USA sind Nachfahren japanischer Emigranten. Eine Besonderheit der Sprache ist ihr komplexes Schriftsystem, das eine Mischung aus chinesischen Schriftzeichen (genauer Kanji) und den Silbenschriften (genauer Morenschrift) Hiragana und Katakana ist.

## Verbreitung
Mit etwa 127 Mio. Sprechern und einem Sprecheranteil von 2,4 % an der Weltbevölkerung steht Japanisch in der Liste der meistgesprochenen Sprachen auf Rang 13. Außerhalb Japans wird es hauptsächlich im Einwanderungsland USA (ca. 200.000 Sprecher auf dem nordamerikanischen Festland, ca. 220.000 Sprecher auf Hawaii) und in Südamerika (ca. 380.000 Sprecher, vor allem in Brasilien) gesprochen. Dies ist vor allem auf die drei großen Auswanderungswellen am Ende des 19. Jahrhunderts bis Mitte des 20. Jahrhunderts zurückzuführen.
Nach einer Berechnung sind 5,1 % aller Websites auf Japanisch verfasst (Stand 2025). Trotz dieses hohen Anteils an Sprechern gilt Japanisch nicht als eine Weltsprache, da deren 127 Mio. Sprecher nahezu ausnahmslos Muttersprachler sind (Vergleich: Deutsche Muttersprachler 105 Millionen, Zweitsprachler aber bis zu 80 Millionen), die japanische Sprache also relativ zu den Weltsprachen nur wenige Zweitsprachler hat und damit lokal auf Japan und die Japaner begrenzt bleibt. Die japanische Minderheit in Mikronesien stammt von Einwanderern während der Kolonialzeit ab, welche allerdings auch nur noch teilweise das Japanische ihrer Vorfahren beherrscht.

### Dialekte

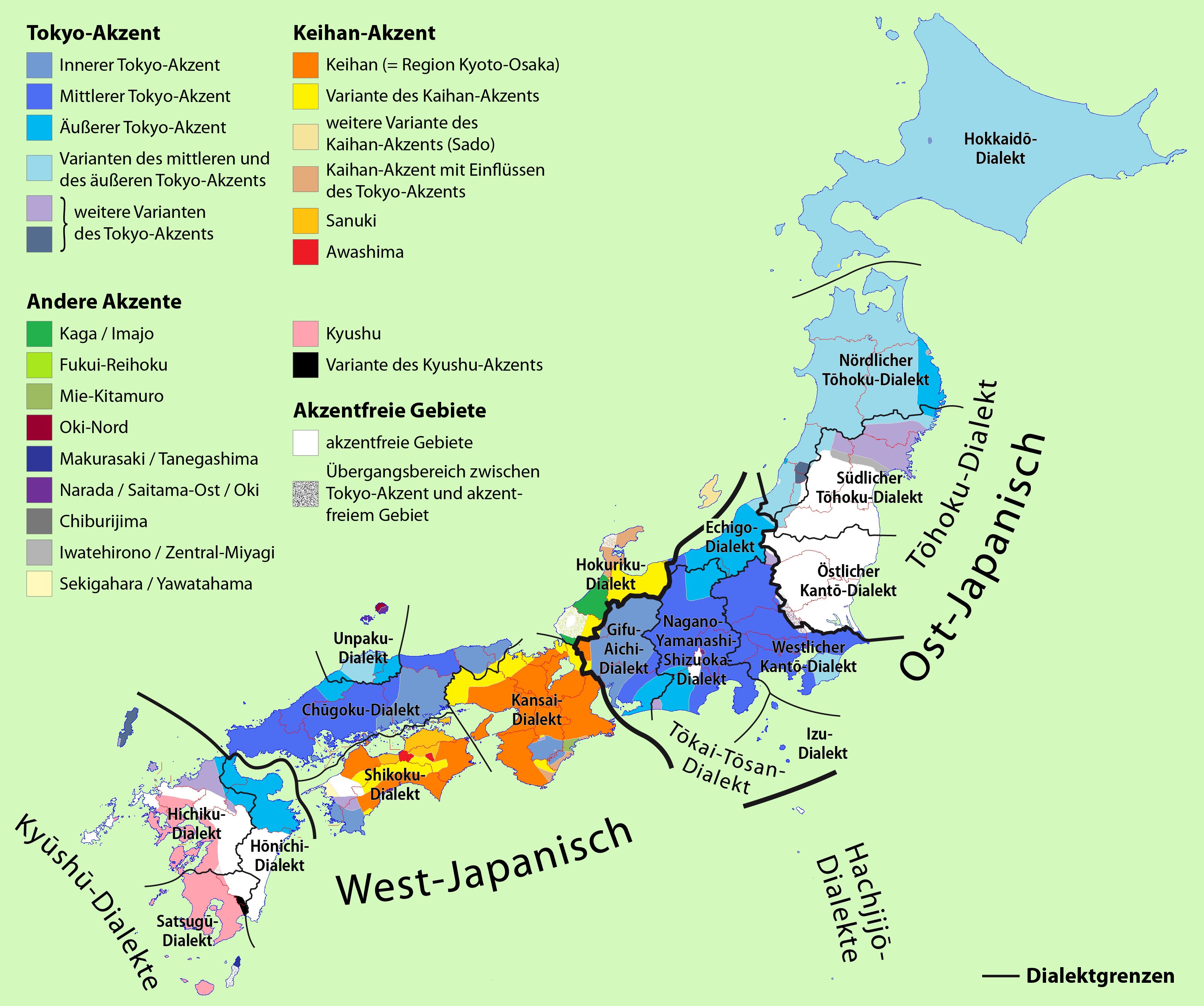
Karte der japanischen Dialekte und Akzentschemata (blau: Tokio-Akzent (Standardakzentmuster), orange: Kyōto-Ōsaka-Akzent, weiß: akzentlos)

Das Japanische besteht auch aus einer Vielzahl von Dialekten, die aufgrund der Besiedelung abgelegener Landstriche in der gebirgigen Landschaft des Archipels, der politischen Zersplitterung und damit des begrenzten sprachlichen Austausches der Menschen aus verschiedenen Regionen entstanden sind. Die lange Geschichte der inneren und äußeren Abschottung Japans trug ebenfalls zur Entstehung dieser sprachlichen Diversität bei. Dialekte unterscheiden sich in ihrem Akzent, ihrer Flexion, im Vokabular und auch im Gebrauch von Partikeln. In einigen wenigen Dialekten weicht auch das Inventar an Vokalen und Konsonanten von der Standardsprache ab.
Bei japanischen Dialekten wird grob zwischen den östlichen Dialekten des Tokio-Typs (東京式 Tōkyō-shiki) und den westlichen Dialekten des Kyōto-Osaka-Typs (京阪式 Keihan-shiki) unterschieden. Letztere werden hauptsächlich in der Zentralregion gesprochen, die sich grob aus der Region Kansai, der Insel Shikoku und dem Westen Hokurikus zusammensetzt. In jeder dieser beiden Hauptgruppen gibt es zahlreiche Untergruppierungen.
Die Dialekte aus den Randgebieten, beispielsweise aus Tōhoku oder Kagoshima, können für Sprecher aus anderen Landesteilen unverständlich sein. Darüber hinaus existieren in Bergdörfern und auf isolierten Inseln auch Sprachinseln wie auf der Insel Hachijō-jima, deren Dialekt sich auf die östliche Variante des Altjapanischen zurückführen lässt. Hingegen werden die Dialekte der Kansai-Region von vielen Japanern gesprochen oder verstanden, und speziell der Dialekt aus Ōsaka wird mit Unterhaltung assoziiert (siehe Kansai-Dialekt). Im Gegensatz dazu werden die Dialekte aus Tōhoku und der nördlichen Kantō-Region als typische Bauerndialekte angesehen.
Die Ryūkyū-Sprachen, die in der Präfektur Okinawa und auf den Amami-Inseln der Präfektur Kagoshima gesprochen werden, sind derart verschieden, dass sie als eigener Zweig der japonischen Sprachen betrachtet werden: Sie sind nicht nur für Muttersprachler des Japanischen, sondern auch untereinander unverständlich. Aus politischen Gründen werden sie aber entgegen der linguistischen Meinung oft als Dialekte des Japanischen betrachtet.
Historisch wurde auch auf der Koreanischen Halbinsel eine japonische Sprache gesprochen, die ebenfalls als eigene Sprache und nicht als Dialekt des heutigen Japanisch gilt.
Die japanische Hochsprache, welche sich aus dem in Tokio gesprochenen Dialekt ableitet, ist aufgrund der Verbreitung durch das Bildungssystem, des Gebrauchs in den Massenmedien, einer zunehmenden Durchmischung der japanischen Bevölkerung und der wirtschaftlichen Eingliederung im ganzen Land verbreitet.

## Herkunft und Einordnung
Die Sprachen der Japanisch-Ryūkyū-Familie werden auf ein hypothetisches Proto-Japonisch zurückgeführt, auf dem die heutigen Sprachen (oder Dialekte) basieren. Das Proto-Japonische soll seinen linguistischen Ursprung im südöstlichen China beziehungsweise östlichen China haben. Spätestens seit 1500 v. Chr. soll das Japonische in der heutigen Koreanischen Halbinsel präsent gewesen sein, wo es von den Menschen der Mumun-Kultur gesprochen wurde. Ab 300 v. Chr. wanderten Proto-Koreaner von der Mandschurei aus in die Halbinsel ein und lösten die Yayoi-Migration nach Japan aus. Die verbliebenen Proto-Japaner lebten parallel zu den neu angekommenen Proto-Koreanern und wurden langsam assimiliert.

### Mögliche weitere Verwandtschaft
Die japonischen Sprachen werden allgemein als eigene Sprachfamilie ohne weitere Verwandte angesehen. Dennoch gibt es einige Hypothesen bezüglich einer weiteren Verwandtschaft. Keine davon wird von heutigen Experten anerkannt.

#### Altaisch und Koreanisch
Durch ihren agglutinierenden Sprachbau weist die japanische Sprache Parallelen zu den altaischen Sprachen, den austronesischen Sprachen, den dravidischen Sprachen sowie dem Koreanischen auf, Herkunft und Einordnung der Sprache sind jedoch umstritten. Eine Rekonstruktion der Morphologie des Proto-Japonischen zeigt große Ähnlichkeiten mit südostasiatischen Sprachen auf. Bis auf eine Ausnahme gehören die 20 phonologisch ähnlichsten Sprachen zur Sino-Tibetischen Sprachfamilie. Die japanische Phonologie weist nicht viel Ähnlichkeit mit seinen Nachbarn auf, und seine phonotaktischen Muster sind stark tibeto-burmanisch geprägt.
Das erste Problem ist, dass das älteste erhaltene japanische Schriftzeugnis, das Kojiki, erst aus dem 8. Jahrhundert nach Christus stammt, d. h. etwa aus der Zeit der frühesten altaischen Schriftzeugnisse (Orchon-Runen, Kitan-Schrift). Alle Erkenntnisse über die japanische Sprachgeschichte vor diesem Zeitpunkt sind daher linguistische Rekonstruktionen oder Übertragungen aus archäologischen oder genetischen Untersuchungen.
Das zweite Problem ist, dass das Japanische zwar morphologisch und syntaktisch auffallende Ähnlichkeiten mit dem Koreanischen und den altaischen Sprachen besitzt (einzig die nordtungusischen Sprachen verhalten sich syntaktisch anders), aber keine lexikalen Übereinstimmungen existieren. Dies lässt viele Linguisten grundsätzlich an der genetischen Verwandtschaft zweifeln, allerdings werden von den meisten Altaizisten die koreanische und japanische Sprache als frühere Abspaltungen von einer gemeinsamen Protosprache (Makro-Altaisch) aufgefasst als die spätere Aufspaltung des Altaischen in die türkischen, mongolischen und tungusischen Sprachen. Alle diese Sprachen haben als wichtigstes gemeinsames Merkmal, dass sie agglutinierende Sprachen sind.

#### Austronesisch
Einige Forscher unterstützen die Verwandtschaft zu den austronesischen Sprachen, mit denen das Japanische starke Ähnlichkeiten im Lautsystem (der Phonologie) aufweist. Dabei weist Altjapanisch aber auf dem Gebiet der Morphologie und Phonetik auch Ähnlichkeiten mit anderen südostasiatischen Sprachen auf.
Neuere Erkenntnisse unterstützen den Ursprung des Japanischen im südlichen China, jedoch werden Ähnlichkeiten mit den Austronesischen oder Tai-Kadai-Sprachen auf Sprachkontakt zurückgeführt.

### Sprachstufen
Die japanische Sprache kann in fünf Sprachstufen eingeteilt werden:
- Altjapanisch, auch Früh-Altjapanisch, (上古日本語, jōko nihongo) spätestens seit der Nara-Zeit (bis 8. Jahrhundert)
- Klassischjapanisch, auch Spät-Altjapanisch, (中古日本語, chūko nihongo) in der Heian-Zeit (ohne Insei-Periode) (9.–11. Jahrhundert)
- Mitteljapanisch (中世日本語, chūsei nihongo) in der Insei-Periode, Kamakura- und Muromachi-Zeit (12.–16. Jahrhundert)
- Frühneujapanisch (近世日本語, kinsei nihongo) in der Edo-Zeit (17.–19. Jahrhundert)
- moderne Standardsprache, auch Neujapanisch, (現代標準語, gendai hyōjungo) seit der Meiji-Zeit (seit 19. Jahrhundert)

## Sprachbau
Die japanische Sprache ist weitgehend eigenständig entstanden. Zwar entspricht ihre grammatische Struktur typologisch dem Altaischen und dem Dravidischen (Agglutination, Wortstellung), die Lautstruktur ist jedoch eher mit typischen austronesischen Sprachen zu vergleichen (wenige Konsonantenverdoppelungen, nur ein stimmhafter Endkonsonant „-n“). Eine Besonderheit stellen die zahlreichen strukturellen Gemeinsamkeiten zwischen dem Koreanischen und dem Japanischen dar. Diese beiden Sprachen haben oft bis ins Detail Übereinstimmungen in der Bildung einer grammatischen Struktur oder Folge von Partikeln etc., jedoch so gut wie keine Gemeinsamkeiten im Wortschatz, von einigen landwirtschaftlichen Begriffen oder chinesischen Lehnwörtern abgesehen. Gerade dies verdeutlicht noch einmal die Schwierigkeit, das Japanische einer größeren Sprachfamilie zuzuordnen.
Das japanische Schriftsystem verwendet die chinesischen Schriftzeichen (Kanji) sowie zwei davon abgeleitete Silbenschriften (Kana), Hiragana (für den indigenen Wortschatz) und Katakana (für neuere Lehnwörter). Mit der Schrift wurden auch viele chinesische Begriffe ins Japanische übernommen. Doch in Aussprache und Grammatik unterscheiden sich Japanisch und Chinesisch grundlegend: Anders als die chinesischen Sprachen ist das Japanische keine Tonsprache und kennt auch weniger Konsonanten. Daher ist sein Silbenvorrat mit rund 150 Silben im Vergleich zu den (unter Berücksichtigung der Töne) rund 1600 des Chinesischen viel geringer. In der Grammatik ist Japanisch, im Gegensatz zu den isolierenden chinesischen Sprachen, eine agglutinierende Sprache, besitzt also eine Vielzahl von grammatischen Suffixen – so genannten Partikeln und Funktionalnomina –, die eine vergleichbare Funktion wie die Flexionen, Präpositionen und Konjunktionen der europäischen Sprachen haben.
Noch im heutigen Japanisch werden „altjapanische“ und chinesische Elemente voneinander abgegrenzt. Bei den Schriftzeichen wird zwischen 音読み (On-yomi) und 訓読み (Kun-yomi) unterschieden. On-yomi ist die sinojapanische Lesung, eine Übertragung der chinesischen Lesung (meist aus der Song- oder Tang-Zeit) in den Lautvorrat des Japanischen, bei der Kun-yomi wurde ein „urjapanisches“ Wort mit der Bedeutung des Schriftzeichens verbunden. Einige Lautfiguren finden sich nur in jeweils einem der beiden Bereiche. Aus dem Chinesischen stammende japanische Verben und Adjektive, die wie alle chinesischen Wörter nicht flektierbar sind, funktionieren auch grammatikalisch anders als ihre flektierbaren „urjapanischen“ Gegenstücke.

## Phonologie

### Vokale
Im Japanischen werden die fünf vokalischen Phoneme /a, i, u, e, o/ unterschieden. /a/ wird als [⁠a⁠] oder [⁠ɑ⁠], /e/ als [⁠e⁠] oder [⁠ɛ⁠], /o/ als [⁠o⁠] oder [⁠ɔ⁠], /u/ als [⁠ɯ⁠] und /i/ als [⁠i⁠] realisiert. Das japanische /u/, [⁠ɯ⁠], ist die ungerundete Entsprechung des („langen“) deutschen /u/ [⁠u⁠]. /e/ und /o/ werden tendenziell als kurze Vokale offen, als lange geschlossen ausgesprochen.
Langvokale und Diphthonge können als zwei aufeinander folgende Vokale betrachtet werden. Bei vorangehendem Vokal tendieren /i/ und /u/ dazu, schwächer als [⁠j⁠] und [⁠w⁠] artikuliert zu werden. Diese beiden Phoneme werden zwischen stimmlosen Konsonanten oder am Wortende oft völlig abgeschwächt und dann als devokalisierte (stumme) Vokale [⁠i̥⁠] und [⁠ɯ̥⁠] realisiert, beispielsweise しています (shite imasu: „tut gerade“) als [⁠ɕi̥teimasɯ̥⁠].
Die beiden Halbvokale [⁠j⁠] und [⁠ɰ⁠] sind in ihrer Verteilung eingeschränkt. [⁠j⁠] kommt nur vor /a,u,o/ vor, [⁠ɰ⁠] nur vor /a/, weshalb es im heutigen Japanischen auch nur noch für diese Halbvokal-Vokalverbindungen entsprechende Kanazeichen gibt: や /⁠ja⁠/, ゆ /⁠ju⁠/, よ /⁠jo⁠/ und わ /⁠wa⁠/. Die Kana を, die ursprünglich für /⁠wo⁠/ stand, wird im modernen Standardjapanisch immer als /⁠o⁠/ realisiert und nur noch für die Akkusativpartikel benutzt. Nur in modernen, meist aus dem Englischen entlehnten Fremdwörtern kann /⁠j⁠/ auch vor /⁠e⁠/ und /⁠w⁠/ auch vor /⁠e, i⁠/ (nicht vor /⁠u⁠/) vorkommen.

Vokaltrapez

### Konsonanten
Das Japanische besitzt folgende Konsonanten:
|               | bilabial | bilabial | alveolar | alveolar | alveolo- palatal | alveolo- palatal | palatal | palatal | velar | velar | uvular | uvular | glottal | glottal |
| ------------- | -------- | -------- | -------- | -------- | ---------------- | ---------------- | ------- | ------- | ----- | ----- | ------ | ------ | ------- | ------- |
| stl.          | sth.     | stl.     | sth.     | stl.     | sth.             | stl.             | sth.    | stl.    | sth.  | stl.  | sth.   | stl.   | sth.    |         |
| Plosive       | p        | b        | t        | d        |                  |                  |         |         | k     | g     |        |        | ʔ       |         |
| Nasale        |          | m        |          | n        |                  |                  |         |         |       | (ŋ)   |        | (ɴ)    |         |         |
| Taps/Flaps    |          |          |          | ɾ ~ ɺ    |                  |                  |         |         |       |       |        |        |         |         |
| Frikative     | (ɸ)      |          | s        | z        | (ɕ)              | (ʑ)              | (ç)     |         |       |       |        |        | h       |         |
| Affrikate     |          |          | (ʦ)      | (ʣ)      | (ʨ)              | (ʥ)              |         |         |       |       |        |        |         |         |
| Approximanten |          |          |          |          |                  |                  |         | j       |       | w     |        |        |         |         |

Einige der Konsonanten bilden Allophone wie in der folgenden Tabelle beschrieben.
| Phonem | Allophon | Umgebungsbedingung                                                   | Beispiel                                                 |
| ------ | -------- | -------------------------------------------------------------------- | -------------------------------------------------------- |
| /g/    | [ŋ]      | fakultativ, im Inneren eines Wortes                                  | かぎ /kagi/ = [kaŋi] „Schlüssel“                         |
| /g/    | [g]      | sonst, auch im Inneren eines Wortes                                  | 外人 /gaiziɴ/ = [gaiʑiɴ] „Ausländer“                     |
| /s/    | [ɕ]      | vor /i/ oder mit folgendem /j/                                       | 死者 /sisya/ = [ɕiɕa] „Toter“                            |
| /s/    | [s]      | sonst                                                                | 住む /sumu/ = [sɯmɯ] „wohnen“                            |
| /z/    | [ʑ]      | vor /i/ oder mit folgendem /j/; am Wortanfang auch [ʥ]               | 時期 /ziki/ = [ʑiki] oder [ʥiki] „Periode“               |
| /z/    | [z]      | sonst; am Wortanfang auch [ʣ]                                        | 蔵相 /zoosyoo/ = [zoːɕoː] oder [ʣoːɕoː] „Finanzminister“ |
| /t/    | [ʨ]      | vor /i/ oder mit folgendem /j/                                       | 地中 /tityuu/ = [ʨiʨɯː] „in der Erde“                    |
| /t/    | [ʦ]      | vor /u/                                                              | つつ /tutu/ = [ʦɯʦɯ] „Rohr“                              |
| /t/    | [t]      | sonst                                                                | 多々 /tata/ = [tata] „viel“                              |
| /d/    | [ʑ]      | vor /i/ oder mit folgendem /j/                                       | ぢゃ /dya/ = [ʑa] „Tja!“                                 |
| /d/    | [z]      | vor /u/                                                              | 続く /tuzuku/ = [ʦɯzɯkɯ] „dauern“                        |
| /d/    | [d]      | sonst                                                                | 同大 /doodai/ = [doːdaj] „selbe Größe“                   |
| /h/    | [ç]      | vor /i/ oder mit folgendem /j/                                       | 表皮 /hyoohi/ = [çɔːçi] „Oberhaut“                       |
| /h/    | [ɸ]      | vor /u/                                                              | 夫婦 /huuhu/ = [ɸɯːɸɯ] „Ehepaar“                         |
| /h/    | [h]      | sonst                                                                | 方法 /hoohoo/ = [hoːhoː] „Methode“                       |
| /ɴ/    | [m]      | vor /m, b, p/                                                        | 散歩 /saɴpo/ = [sampɔ] „Spaziergang“                     |
| /ɴ/    | [ŋ]      | vor /k,g/                                                            | 参加 /saɴka/ = [sɑŋka] „Teilnahme“                       |
| /ɴ/    | [ɴ]      | im Auslaut                                                           | 自然 /sizeɴ/ = [ɕizɛɴ] „Natur“                           |
| /ɴ/    | [~]      | vor /s, h, j, w/ und Vokalen, Nasalisierung des vorangehenden Vokals | 繊維 /sen'i/ = [sɛ̃i] „Faser“                             |
| /ɴ/    | [n]      | sonst                                                                | 洗濯 /sentaku/ = [sɛntakɯ] „Wäsche“                      |

Die Allophone zum Phonem /ɴ/ (auch als /N/ oder /ñ/ geschrieben) beziehen sich auf den mit der Kana ん geschriebenen Silbenschlussnasal. Dieses Phonem steht in Opposition zu dem mit den Kana aus der n-Reihe geschriebenen /n/, das immer als [n] realisiert wird: /tani/ [tani] ‘Tal’ vs. /taɴi/ [tãi] ‚(Maß)einheit‘.

### Silben- bzw. Morenstruktur
Japanische Wörter lassen sich in jeweils gleich lange Einheiten, sogenannte Moren, aufteilen. Jede Mora besteht aus einem Vokal, einem Halbvokal (= y oder w) + Vokal, einem Konsonanten + Vokal oder einem palatalisierten Konsonanten (ky, sh, ch usw.) + Vokal (siehe yōon). Darüber hinaus bilden der Silbenschlussnasal ん (der als einzelne Mora zählt), die Längung eines Vokals und die silbenschließenden Konsonanten eine Mora. Das Wort Nissan besteht damit aus zwei Silben, aber vier Moren: Ni-s-sa-n. In den japanischen Silbenschriften (Hiragana und Katakana) wird jede Mora durch ein Zeichen dargestellt:
| Vokale | Vokale  | Vokale  | Vokale  | Vokale    | yōon      | yōon      | yōon      |
| ------ | ------- | ------- | ------- | --------- | --------- | --------- | --------- |
| あ a   | い i    | う u    | え e    | お o      | (ya)      | (yu)      | (yo)      |
| か ka  | き ki   | く ku   | け ke   | こ ko     | きゃ kya  | きゅ kyu  | きょ kyo  |
| さ sa  | し shi  | す su   | せ se   | そ so     | しゃ sha  | しゅ shu  | しょ sho  |
| た ta  | ち chi  | つ tsu  | て te   | と to     | ちゃ cha  | ちゅ chu  | ちょ cho  |
| な na  | に ni   | ぬ nu   | ね ne   | の no     | にゃ nya  | にゅ nyu  | にょ nyo  |
| は ha  | ひ hi   | ふ fu   | へ he   | ほ ho     | ひゃ hya  | ひゅ hyu  | ひょ hyo  |
| ま ma  | み mi   | む mu   | め me   | も mo     | みゃ mya  | みゅ myu  | みょ myo  |
| や ya  |         | ゆ yu   |         | よ yo     |           |           |           |
| ら ra  | り ri   | る ru   | れ re   | ろ ro     | りゃ rya  | りゅ ryu  | りょ ryo  |
| わ wa  | (ゐ wi) |         | (ゑ we) | を o (wo) |           |           |           |
|        |         |         |         | ん n      |           |           |           |
| が ga  | ぎ gi   | ぐ gu   | げ ge   | ご go     | ぎゃ gya  | ぎゅ gyu  | ぎょ gyo  |
| ざ za  | じ ji   | ず zu   | ぜ ze   | ぞ zo     | じゃ ja   | じゅ ju   | じょ jo   |
| だ da  | ぢ (ji) | づ (zu) | で de   | ど do     | ぢゃ (ja) | ぢゅ (ju) | ぢょ (jo) |
| ば ba  | び bi   | ぶ bu   | べ be   | ぼ bo     | びゃ bya  | びゅ byu  | びょ byo  |
| ぱ pa  | ぴ pi   | ぷ pu   | ぺ pe   | ぽ po     | ぴゃ pya  | ぴゅ pyu  | ぴょ pyo  |

In der Tabelle sind die Moren einer Reihe immer mit demselben Konsonanten bzw. Halbvokal gebildet, die Moren einer Spalte mit demselben Vokal.
Zudem verdeutlicht die Tabelle gut die Allophone der jeweiligen Konsonanten.

### Akzent
Das Japanische besitzt einen melodischen Akzent (vgl. Wortakzent), bei dem die Betonung nicht wie im Deutschen durch eine größere Lautstärke und Intensität, sondern durch eine Veränderung der Tonhöhe erfolgt. Das Japanische ist jedoch keine Tonsprache, da Wörter keinen festgelegten, bedeutungstragenden Ton besitzen, wie in typischen Tonsprachen üblich (z. B. Chinesisch, Vietnamesisch, Thai).
Der Akzent variiert allerdings von Dialekt zu Dialekt und teilweise innerhalb eines Dialekts regional, wobei die Dialekte von Nordost-Kantō, Süd-Tōhoku und Zentral-Kyūshū eine akzentlose Aussprache (mu-akusento) verwenden. Im Folgenden wird daher, sofern nicht anderes angegeben, der Akzent der japanischen Hochsprache betrachtet.

#### Morenakzent
Die Tonhöhe ist im Japanischen nicht einzelnen Silben zugeordnet, sondern den oben beschriebenen Moren, die gleichmäßige metrische Maßeinheiten darstellen.
Grundsätzlich kann man sagen, dass jedes Kana auch eine einzelne More darstellt, wobei nur die kleinen ゃ, ゅ und ょ keine eigene More bilden, sondern mit dem vorangehenden Kana eine More bilden.
Der (hier nur in Kana geschriebene) Satz はじめにそういってくれればだれもしんぱいしないのに (In Hepburn transkribiert: Hajime ni sō itte kurereba dare mo shinpai shinai noni, „Hättest du das gleich zu Anfang gesagt, hätte sich keiner Sorgen zu machen brauchen“) lässt sich demnach wie folgt in Moren einteilen:
ha | ji | me | ni | so | o | i | t | te | ku | re | re | ba | da | re | mo | shi | n | pa | i | shi | na | i | no | ni
Jede dieser Moren ist entweder hoch oder tief.
In der Standardsprache werden zwei Akzenttypen unterschieden, der unmarkierte und der markierte.

#### Der unmarkierte Akzent
Im unmarkierten (oder ebenen) Akzent ist die erste More tief und alle anderen Moren bis zur letzten Partikel des Satzgliedes (Bunsetsu) hoch.
友達が tomodachi=ga „der Freund“: T-H-H-H=H

#### Der markierte Akzent
Die letzte hochtonige More innerhalb des Satzgliedes gilt als markiert, alle folgenden Moren sind tieftonig. Wenn nicht die erste More auch die letzte (einzige) hohe More ist, ist auch sie im markierten Akzent immer tief. Alle Moren von der zweiten bis zur markierten sind auf jeden Fall hochtonig.
Man unterscheidet wiederum drei Markierungstypen:
1. fallender Akzent: Die erste More ist markiert.
命が ínochi=ga „das Leben“: H-T-T=T
2. steigender Akzent: Die letzte More des Wortes (nicht des Satzgliedes) ist markiert.
お正月に oshōgatsú=ni „an Neujahr“: T-H-H-H-H=T
3. steigend-fallender Akzent: weder die erste noch die letzte More sind markiert, also alle verbleibenden Möglichkeiten
お巡りさんが omáwarisan=ga = „der Schutzmann“: T-H-T-T-T-T=T

Bestimmte, ansonsten homophone Wörter kann man so durchaus anhand ihrer Akzentmarkierung unterscheiden. Ein Beispiel hierfür wären 日が („der Tag“) und 火が („das Feuer“). Beide werden hi=ga ausgesprochen, im ersten Fall ist der Akzent T=H (unmarkiert), im zweiten H=T (fallend).
Da aber Flexion, Betonung, Sprechgeschwindigkeit oder auch dialektale Varianzen (einige Dialekte, wie der in Kumamoto, sind gar akzentlos) ohnehin zu Verschiebungen der Akzentmarkierung führen, wird im Japanischunterricht der Akzent in der Regel nicht unterrichtet, er ist kein notwendiges Mittel zur Bedeutungsunterscheidung.
Korrekte Akzentuierung ergibt sich für Ausländer am ehesten durch die Nachahmung der typischen Sprachmelodie.

## Grammatik
Die Satzstellung des Japanischen ist SOP, Subjekt – Objekt – Prädikat. Das heißt, das Prädikat steht immer am Ende des Satzes bzw. Nebensatzes.
Das Japanische ist eine agglutinierende Sprache. Grammatische Formen werden gebildet, indem die Endung der Verben erweitert oder verändert wird; andere Satzteile werden durch Partikeln modifiziert.

### Nomina
Nomina sind im Japanischen nicht veränderbar; ihre Funktion im Satz wird mit Hilfe von angehängten Partikeln markiert. Japanisch kennt im Gegensatz zum Deutschen kein grammatisches Genus (Geschlecht), keine Artikel und keinen Plural (Mehrzahl).

### Partikeln
In der japanischen Sprache werden Kasus (Fälle) und Präpositionen durch Partikeln ausgedrückt, die an das Nomen angefügt werden. Angegeben sind in etwa die deutschen Entsprechungen:
| eki ga   | der/ein Bahnhof (Subjekt, den Bahnhof betreffend, wenn nicht Satzthema)                                                  |
| eki wa   | der/ein Bahnhof (Subjekt, den Bahnhof betreffend oder direktes Objekt, wenn Satzthema)                                   |
| eki no   | des/eines Bahnhofes (oder den Bahnhof betreffend, besitzanzeigend für Bahnhof)                                           |
| eki ni   | dem/einem Bahnhof oder (zu dem/einem, auf dem/einem, in dem/einem) und in Richtung (ähnlich he). Ort eines Gegenstandes. |
| eki (w)o | den/einen Bahnhof (direktes Objekt, wenn nicht Satzthema)                                                                |
| eki (h)e | in Richtung des/eines Bahnhofs                                                                                           |
| eki de   | in dem/einem Bahnhof (Instrumental oder Lokativ: Ort einer Handlung)                                                     |
| u. v. a. | |

#### Beispiel
Die Funktion der jeweiligen Partikel steht in eckigen Klammern:
kare ga kuruma de eki e iku
er [Subjekt] Auto [Mittel] Bahnhof [Richtung] gehen
Deutsch: Er fährt mit dem Auto zum Bahnhof / in Richtung des Bahnhofs.
Eine zweite Gruppe von Partikeln wird an Sätze angefügt. Sie dient als Satzverbinder oder verändert den Sinn eines Satzes:
| atsui desu    | Es ist heiß.                                                                       |
| atsui desu yo | Es ist heiß! (mit der Voraussetzung, dass der Angesprochene dies noch nicht weiß). |
| atsui desu ka | Ist es heiß?                                                                       |
| atsui desu ne | Es ist heiß, nicht wahr?                                                           |

## Lehnwörter
Seit dem 3. Jahrhundert übernahm das Japanische zusammen mit der chinesischen Schrift zahlreiche chinesische Lehnwörter, die an die japanische Aussprache angepasst wurden. Ein großer Teil des heutigen japanischen Wortschatzes besteht aus diesen angeglichenen Begriffen.
Mit der Ankunft des Jesuiten Francisco de Xavier 1549 begannen die direkten europäisch-japanischen Kulturkontakte. Bis 1639 fand der Austausch vorwiegend über portugiesische Missionare und Kaufleute statt, was zur Übernahme einiger portugiesischer Vokabeln führte. Dazu gehören beispielsweise pan (パン, von pão, dt. „Brot“), botan (ボタン, von botão, dt. „Knopf“) oder tempura (テンプラ, in Backteig frittiertes Gemüse und Fisch, von lateinisch tempora, [Fasten]zeiten).
Seit 1609 unterhielt die Niederländische Ostindien-Kompanie eine Handelsniederlassung in Japan – zunächst in Hirado. Nach der Vertreibung aller anderen Europäer wurde die Station dann 1641 nach Nagasaki verlegt. Bis ins 19. Jahrhundert fand der Austausch mit dem Westen durch das Medium der niederländischen Sprache statt, was auch sprachliche Auswirkungen hatte: kōhī (von koffie, dt. „Kaffee“).
Wie in China gab man diese fremden Termini phonetisch mithilfe chinesischer Schriftzeichen wieder, z. B. 珈琲 (kōhī), doch findet sich schon in Handschriften des 17. Jahrhunderts die heute dominierende Verwendung der Silbenschrift Katakana.
Mit der Öffnung des Landes 1853 und dem Beginn der Meiji-Zeit 1868 strömte eine Fülle neuer Konzepte und Termini ins Land, die teils in der Form von Lehnwörtern, teils aber auch in der Form von Lehnübersetzungen in den Wortschatz eingegliedert wurden: z. B. minshushugi (民主主義, Demokratie), jidōsha (自動車, Automobil), tetsudō (鉄道, Eisenbahn). Einige dieser mit chinesischen Zeichen geschriebenen Lehnübersetzungen fanden auch Eingang in die chinesische Sprache.
Andere Wörter wurden phonetisch übertragen. Ihr Anteil an der japanischen Sprache beträgt mittlerweile ca. 10–15 % und variiert je nach Sachgebiet. Zur Wiedergabe nutzt man heute nahezu ausschließlich die Silbenschrift Katakana, die sich mit Ausnahme von 'n' allerdings nicht dazu eignet, einzelne Konsonanten darzustellen. So wird 'k' stets als 'ka', 'ki', 'ku', 'ke' oder 'ko' geschrieben, z. B. im Falle des deutschen Wortes „Kranke“ als kuranke. Dazu kommen Unterschiede im Phonemsystem, die beispielsweise dazu führen, dass 'l' und 'r' mit denselben Silbenzeichen ('ra', 'ri', 'ru', 're', 'ro') dargestellt werden, weil das Japanische keine Trennung dieser Phoneme kennt. Zuweilen findet man auch andere Lösungen. So wird „tower“ (Turm) als タワー tawā, „towel“, Handtuch dagegen als タオル taoru geschrieben und gesprochen.
Lange Fremdwörter werden gerne verkürzt. So ist aus dem englischen personal computer das Wort pasokon パソコン geworden, rabuho ラブホ steht für Love Hotel.
Auch deutsche Lehnwörter sind im Japanischen zu finden (z. B. arubaito アルバイト von Arbeit, im Sinne von Teilzeitjob). Von Mitte des 19. bis ins 20. Jahrhundert hinein orientierte sich die japanische Medizin an der deutschen. In der Ärzteausbildung und der klinischen Praxis wimmelte es daher von deutschen Vokabeln, von denen sich einige in der Alltagssprache festgesetzt haben, und die Krankenberichte wurden auf Deutsch in lateinischer Schrift geschrieben. Daher haben sich vor allem in der Medizin viele Begriffe erhalten (z. B. karute カルテ, Patientenkarte). Auch in der Philosophie (z. B. geshutaruto ゲシュタルト, Gestalt; idē イデー, Idee) und beim Bergsteigen (z. B. shutaikuaizen シュタイクアイゼン, Steigeisen, ēderuwaisu エーデルワイス, Edelweiß) finden sich deutsche Lehnwörter; Recht und Militärwesen sind weitere Bereiche.
Seit Mitte des 19. Jahrhunderts übernimmt das Japanische große Mengen von Wörtern aus dem Englischen, die meisten Begriffe des „modernen Lebens“ fallen im heutigen Japanisch in diese Kategorie. Insbesondere sind dabei die Bereiche Wirtschaft, Technik, Computer, Popkultur, Medien und Werbung zu nennen.
Wie in allen Sprachen beobachtet man auch im Japanischen oft einen Bedeutungswandel der übernommenen Termini. Darüber hinaus gibt es im Japanischen zahlreiche Scheinanglizismen (z. B. naitā (nighter), Baseballspiel spätabends).

## Sprachbeispiel
Allgemeine Erklärung der Menschenrechte, Artikel 1:
すべての人間は、生まれながらにして自由であり、かつ、尊厳と権利とについて平等である。人間は、理性と良心とを授けられており、互いに同胞の精神をもって行動しなければならない。

subete no ningen wa, umarenagara ni shite jiyū de ari, katsu, songen to kenri to ni tsuite byōdō de aru. ningen wa, risei to ryōshin to o sazukerarete ori, tagai ni dōhō no seishin o motte kōdō shinakereba naranai.
Alle Menschen sind frei und gleich an Würde und Rechten geboren. Sie sind mit Vernunft und Gewissen begabt und sollen einander im Geist der Brüderlichkeit begegnen.

### Gesprochene Sprache
- Geschlechtsunterschiede im gesprochenen Japanisch
- Aizuchi
- Japanische Anrede
- Grün und Blau im Japanischen
- Japanische Onomatopoesie
- Ainu (Sprache)

### Zahlen
- Japanische Zahlen
- Zähleinheitswörter

### Kultur
- Japanische Zeitrechnung
- Japanischer Name

## Sprachzertifizierung
- JLPT – Japanese Language Proficiency Test
- T.JL – Test of Japanese as Foreign Language
- JETRO-Test – Business Japanese Proficiency Test